# Embalse de Zamanes

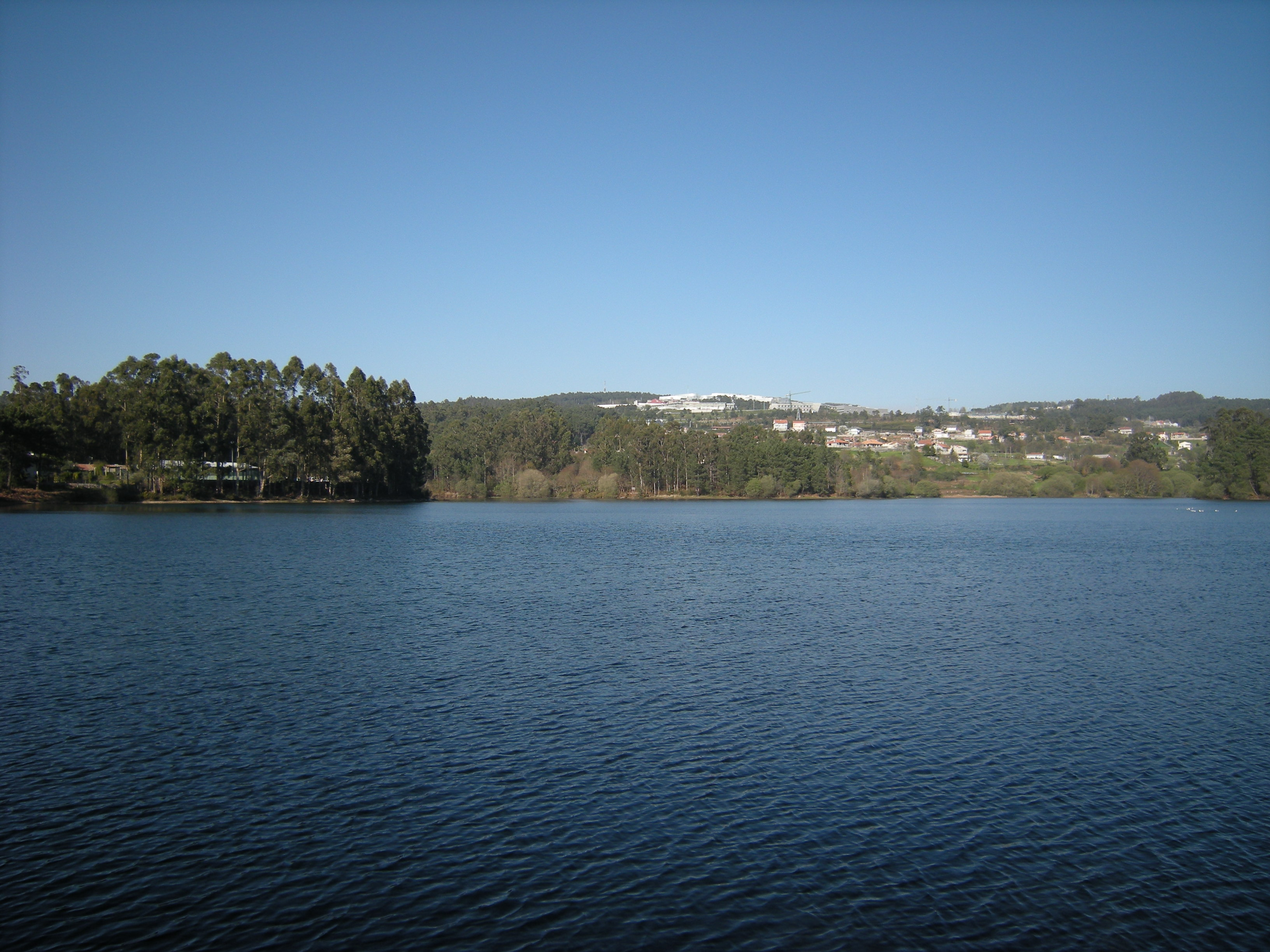
La presa de Zamanes.

El embalse del Alcalde Pérez-Lorente, habitualmente conocido como presa de Zamanes, es un pantano artificial creado en 1960 en el río Vilaza. El río Vilaza también se conoce habitualmente como río Amial o río Zamanes, en la parroquia de Zamanes, en el término municipal de Vigo (España). Su capacidad es de 2,2 hm³ y ocupa una superficie de 20 hectáreas. En la zona de mayor profundidad se llega a los 29 metros.
| Capacidad del embalse  | 2,2 hm³      |
| Altura del embalse     | 29 m         |
| Superficie del embalse | 20 hectáreas |
| ---------------------- | ------------ |

Abastece de agua potable a la ciudad de Vigo. Hasta la construcción del embalse de Eiras (Fornelos de Montes) en 1977 era el único sistema de abastecimiento de agua de la ciudad.